# سيدة غريان
سيدة غريان Lady of Garian هي لوحة جدارية كبيرة في معسكر مهجور للقوات الإيطالية قرب مدينة غريان بليبيا.
على بعد 113 كم جنوب طرابلس، ترتفع فجأة من الصحراء سفوح جبل غريان بارتفاع 822 متر. المشهد رائع في الطبيعة الجرداء. هناك طريق حديث راقي الهندسة إلى قمة الجبل ثم إلى مدينة غريان. قبل الوصول إلى غريان مباشرة، هناك طريق بدائي إلى اليمين، يؤدي إلى معسكر مهجور للقوات الإيطالية من زمن الحرب العالمية الثانية، حيث توجد سيدة غريان.
هناك مبنً مهدم في المعسكر، مرسوم على أحد جدرانه داخل المبنى رسم جداري كبير لامرأة عارية، مستلقية على جانبها، على نمط معلقات الدبوسية pin-up الأمريكية التي راجت في الأربعينات. جذع المرأة على شكل ساحل شمال أفريقيا، والنقاط البارزة بجسمها مسماة بأسماء مدن شمال أفريقيا.
«سيدة غريان Lady of Garian» رسمها كليفورد سابر Clifford Saber, الذي كان سائق إسعاف أمريكي متطوع مع الجيش الثامن البريطاني، وكان رساماً موهوباً. السيد سابر خلق اللوحة الجدارية أثناء إقامة وحدته لبطعة أيام في المعسكر بغريان لرفع الروح المعنوية لرفاقه. سابر انتهى من الجدارية في 2 مارس 1943, ولسنين عديدة «سيدة غريان،» كما اُطلق على الرسم، كانت نقطة جذب للسواح في ليبيا.
1. ↑  وعباد، بلاد (الجمعة، أكتوبر 10، 2008). "سيدة غريان    Lady GHARIAN". olive tree. مؤرشف من الأصل في 30 يناير 2024. اطلع عليه بتاريخ 2024-01-29. {{استشهاد ويب}}: تحقق من التاريخ في: |تاريخ= (مساعدة)